# Ron Oliver
Ron Oliver es un escritor nacido en Canadá, también es director, productor y actor que comenzó con el éxito de culto Hola Mary Lou: Prom Night II. También fue anfitrión en Canadá YTV. Él ha ido a dirigir televisión y varios scripts de cine. Ha sido nominado dos veces para los Directors Guild of America Premio.
Recibió una nominación al Emmy por la producción de la serie infantil de la NBC Scout Safari rodada en Sudáfrica.